# Club Universal
El Club Universal FBC es un equipo de fútbol de la ciudad de Encarnación, Paraguay. El club fue fundado el 14 de mayo de 1917 y, actualmente, juega en la Liga Encarnacena del departamento de Itapúa. El club logró ascender a la Primera División de Paraguay en el Campeonato Paraguayo de Fútbol 2000, pero ese mismo año, descendió a la Segunda División de Paraguay. Hace sus juegos de local en el Estadio Hugo Stroessner, tras la fusion de los equipos de la Liga encarnación el Club Universal forma parte de la liga paranaense de futbol siendo 1 de los 3 equipos que decidió no formar parte de la fusion

## Historia

### Incursión a Primera
En el año 1999 el Club Universal de Encarnación salió campeón de la División Intermedia, el único título que tiene en los torneos que organiza la APF y que permitió al club ascender a Primera División y de esa forma codearse con los grandes equipos que la integran.
En la Primera División solamente duró 1 año, y luego volvió nuevamente a la Segunda División.
En el Torneo Apertura Universal terminó último en la tabla de posiciones con tan solo 8 puntos en 18 partidos jugados, con 2 partidos ganados, 2 empatados y 14 perdidos, anotó 20 goles y 41 en contra.
En el Torneo Clausura tampoco le fue muy bien, solamente logró 6 puntos, terminó en la 9.ª posición solamente sobrepasando al Sportivo Luqueño que terminó último con 3 puntos.

#### Otros Encuentros
En 2011 en un triangular jugado en Encarnación, en donde el Club Universal participó jugó contra Independiente CG y Crucero del Norte conjunto de la Argentina, en ambos encuentros el equipo encarnaceno perdió por 1 a 0.

### Actualidad
Actualmente el Universal participa en la Liga Encarnacena de Fútbol.
En el 2016 terminó en el noveno puesto, en una de sus peores campañas en los campeonatos de la Liga Encarnacena.

## Jugadores

### Jugadores destacados
- Carlos Guirland (2000)[1]
- Juan Cardozo (2000–2003)[2]
- Juan Peralta (2003)[3]
- Manuel Maciel (2004)[4]
- Juan Iturbe (2005–2006)[5]
- Tomás Bartomeus (2005–2006)[6]
- Pablo Caballero Cáceres (2006–2007)[7]
- 🇵🇾 Miguel Chamorro

## Palmarés

### Campeonatos nacionales
- Segunda División: 1999

### Campeonatos regionales
- Liga Encarnacena de Fútbol: 2007, 2008, 2010
- Copa Villa Alegre: 2011